# Željko Kopić
Željko Kopić (Osijek, 10. rujna 1977.) hrvatski je nogometni trener i bivši nogometaš. Trenutačno je trener rumunjskog kluba Dinamo Bukurešt.

## Karijera

### Igračka karijera
Bio je vezni igrač, igrao je u mlađim dobnim kategorijama NK Osijeka i GNK Dinamo Zagreba. U seniorskoj karijeri igrao je za NK Samobor, NK Čakovec, NK Marsoniju, Sydney United i NK Hrvatski dragovoljac.

### Trenerska karijera
Nakon igračke karijere bavi se trenerskim poslom. Godine 2006. dobiva UEFA “B“ trenersku diplomu, a od 2013. posjeduje “UEFA PRO” trenersku diplomu.
Na početku trenerske karijere radi u nogometnoj školi NK Hrvatskog dragovoljca.
Prvi samostalni posao u seniorskom nogometu bio mu je krapinski NK Zagorec nakon kojeg preuzima HNK Segestu. Zatim radi kao pomoćnik, a kasnije kao prvi trener u NK Lučko, koje je tad igralo 1. HNL, te u HNK Cibalia. U lipnju 2014. postaje trener NK Zagreb. 
Pred početak sljedeće sezone postaje trener Slaven Belupa iz Koprivnice u kojem se zadržava 96 utakmica te postaje najdugovječniji trener u 110. godina dugoj povijesti kluba i s kojim igra finale Hrvatskog nogometnog kupa protiv zagrebačkog Dinama.
U listopadu 2018. imenovan je trenerom ciparskog prvoligaša Pafosa, gdje osvaja nagradu za trenera mjeseca i ostvaruje značajne pobjede protiv velikih ciparskih klubova Apoela, Omonije i AEK-a.
Po povratku u Hrvatsku preuzima mjesto voditelja škole nogometa u zagrebačkom Dinamu, koja je poznata kao jedna od najboljih škola u svijetu. U prosincu 2021. nakon odlaska Damira Krznara postaje trener prve momčadi Dinama te je tek sedmi trener u povijesti koji je vodio dva najveća hrvatska kluba. S Dinamom je ostvario 7 uzastopnih pobjeda u HNL-u i europskim natjecanjima, među kojima se najviše ističu pobjeda od 0:1 protiv West Hama te pobjeda od 1:0 protiv Seville u knockout fazi Europske lige. Pobjeda protiv West Hama bila je prva pobjeda jednog hrvatskog kluba u povijesti na gostovanju u Engleskoj.
U kolovozu 2022. Željko Kopić postao je trener bugarskog prvoligaša Botev Plovdiva te je tijekom svog angažmana koji je trajao tri i pol mjeseca, podignuo klub s posljednjeg mjesta tablice na 10. mjesto.
Od prosinca 2023. je glavni trener Dinamo Bukurešta. Unatoč teškoj situaciji kada je došao, Kopić je uspio spasiti klub od ispadanja te je Dinamo ostao u prvoj rumunjskoj ligi. Nakon prve polovice sezone 2024./25., Dinamo je držao treće mjesto sa samo bodom zaostatka za vodećim dvojcem, Universitatea Clujem i FCSB-om, što je bilo jedno od najvećih iznenađenja u rumunjskoj Superligi. Prema izboru protala Fanatic, Kopić je izabran za trenera godine. Osim toga, izabran je za trenera godine i u izboru na dnevnom sportskom listu Gazeta Sporturilor.

## Priznanja

### Klupska
Dinamo Zagreb
- Prva HNL (1): 2021./22.

## Vanjske poveznice
- Profil, Transfermarkt